# Pozuelo de Calatrava (kommun)
Pozuelo de Calatrava är en kommun i Spanien.   Den ligger i provinsen Provincia de Ciudad Real och regionen Kastilien-La Mancha, i den centrala delen av landet, 170 km söder om huvudstaden Madrid. Antalet invånare är 3 363. Arean är 100 kvadratkilometer.
Terrängen i Pozuelo de Calatrava är huvudsakligen platt, men åt sydväst är den kuperad.